# Средний Урух
Сре́дний Уру́х (осет. Быдыры Дæргъæвс — «равнинный Даргавс») — село в Ирафском районе Республики Северная Осетия-Алания. Административный центр Среднеурухского сельского поселения.

## География
Селение расположено в северной части Ирафского района, на левом берегу реки Урух. Находится в 10 км к северу от районного центра Чикола и в 80 км к северо-западу от Владикавказа.
Граничит с землями населённых пунктов: Урух на северо-востоке, Новый Урух и Дзагепбарз на юго-западе.
Населённый пункт расположен в предгорной зоне республики. Средние высоты на территории села составляют около 530 метров над уровнем моря. К востоку от села возвышается хребет Шутляго-Гок, являющийся западным отрогом Кабардино-Сунженского хребта.
Гидрографическая сеть представлена рекой Урух.

## История
В начале 1879 года доверенные даргавсцев во главе с Темиром Фидаровым , купили у кабардинских князей — поручика Ислама и юнкера Ельмурзы Анзоровых, 612 десятин земли на левой стороне реки Урух по 25 рублей за дес. Переселение на купленные земли совершалось в августе 1880 года.
Первопоселенцами стали 45 дворов осетин из горного Даргавса. Первоначально жители назвали свое селение Равнинный Даргавс (осет. Быдыры Дæргъæвс), но в последующем оно было переименовано на Средний Урух.

## Население
| 2002 | 2010 | 2011 | 2012 | 2013 | 2014 | 2015 |
| ---- | ---- | ---- | ---- | ---- | ---- | ---- |
| 459  | ↗471 | →471 | ↘453 | ↘447 | ↘435 | ↘427 |
| 2016 | 2017 | 2018 | 2019 | 2020 | 2021 | 2023 |
| ↗432 | ↗433 | ↗435 | ↘433 | ↗442 | ↗463 | ↘455 |
| 2024 | 2025 |      |      |      |      |      |
| ↗459 | ↗465 |      |      |      |      |      |

Национальный состав
По данным Всероссийской переписи населения 2010 года.
| Народ      | Численность, чел. | Доля от всего населения, % |
| ---------- | ----------------- | -------------------------- |
| осетины    | 441               | 93,6 %                     |
| русские    | 13                | 2,8 %                      |
| кабардинцы | 7                 | 1,5 %                      |
| другие     | 10                | 2,1 %                      |
| всего      | 471               | 100 %                      |

## Достопримечательности
Выявленные объекты культурного наследия (археология)
1. Курган № 10. Эпоха бронзы.
2. Курган № 13. Эпоха бронзы.
3. Курган № 42. Эпоха бронзы.
4. Курганная группа I у села Средний Урух: — курган № 11; — курган № 12. Эпоха бронзы.
5. Курганная группа V — курганы 26÷39 у села Средний Урух. Эпоха бронзы и XV—XVI века.
6. Курганный могильник I (9 курганов) у села Средний Урух. Эпоха бронзы и раннего железа.
7. Курганный могильник II — курганы 14÷31 у села Средний Урух. Эпоха бронзы.